# Air Kiribati
Air Kiribati ist die nationale Fluggesellschaft Kiribatis mit Sitz in South Tarawa und Basis auf dem Flughafen Bonriki.

## Geschichte
Air Kiribati wurde am 1. April 1995 als Staatsunternehmen und künftige Nachfolgerin der nationalen Fluggesellschaft Air Tungaru gegründet. Als diese im Juli 1996 den Flugbetrieb einstellte, übernahm die neue Gesellschaft eine Britten-Norman Trislander und eine CASA C-212 von der Vorgängerin, mit denen ihre Betriebsaufnahme erfolgte. Die erste Harbin Y-12 stellte das Unternehmen im Jahr 1997 als Ersatz für die Britten-Norman Trislander in Dienst. Air Kiribati ging im August 1997 eine Kooperation mit der US-amerikanischen Aloha Airlines ein, die in ihrem Auftrag den Flughafen Cassidy auf der kiribatischen Insel Kiritimati bis zum 26. April 2004 einmal wöchentlich von Honolulu (Hawaii) aus anflog.
Zur Aufnahme internationaler Linienflüge von Bonriki nach Nadi (Fidschi), Funafuti (Tuvalu) und Majuro (Marshallinseln) mietete die Gesellschaft ab Juni 2002 eine ATR 72-200 im Wetlease von Air Tahiti, die bis Frühjahr 2004 zum Einsatz kam. Anschließend beflog Our Airline die Verbindung nach Nadi vom 7. November 2009 bis zum 1. August 2014 einmal wöchentlich im Auftrag von Air Kiribati mit einer Boeing 737-300. Die eigene Flotte bestand Anfang 2009 aus einer Britten-Norman Trislander, zwei CASA C-212 und einer Harbin Y-12. Im selben Jahr stellte die kiribatische Regierung die finanzielle Unterstützung des Staatsunternehmens ein. Die Gesellschaft muss seitdem kostendeckend arbeiten.
Am 30. August 2012 hatte Air Kiribati einen Kaufvertrag über zwei gebrauchte De Havilland Canada DHC-6-300 Twin Otter mit dem US-amerikanischen Flugzeughändler CAAMS abgeschlossen und sich dabei verpflichtet, ihre letzte CASA 212 in Zahlung zu geben. Die erste DHC-6 erhielt sie am 23. Juli 2013. Allerdings befand sich die CASA 212 zu dieser Zeit aufgrund von Korrosionsschäden in einem luftuntüchtigen Zustand und konnte nicht in die USA überführt werden. CAAMS lieferte daraufhin die zweite Twin Otter im Frühjahr 2014 nicht aus. Der Flugbetrieb wurde im Anschluss mit der DHC-6 und der Harbin Y-12 fortgesetzt, zwei weitere Y-12 ergänzten in den Folgejahren die Flotte.
Die Gesellschaft ging im März 2017 eine Kooperation mit Solomon Airlines ein, die am 30. August 2017 im Codeshare eine Verbindung von Bonriki über Honiara (Salomonen) nach Brisbane (Australien) für das Unternehmen eingerichtet hat. Am 30. Oktober 2017 übernahm Air Kiribati eine DHC-8-100, die sie zunächst auf Inlandsrouten einsetzte. Gleichzeitig teilte die Republik Taiwan mit, ein Flugzeug aus der Airbus-A320-Familie für Air Kiribati erwerben zu wollen, das in der ersten Jahreshälfte 2018 an das Unternehmen ausgeliefert werden sollte. Dies wurde nicht realisiert.
Am 21. März 2018 hat Air Kiribati mit der DHC-8 internationale Linienflüge nach Funafuti (Tuvalu) aufgenommen. Im Sommer 2018 kam es zu Flugausfällen, weil zwei der drei Harbin Y-12 aufgrund von Korrosionsschäden zeitweise luftuntüchtig waren. Im Dezember 2018 bestellte die Gesellschaft zwei werksneue Embraer E190-E2 und sicherte sich Optionen auf zwei weitere Flugzeuge dieses Typs. Die Auslieferung der ersten Embraer E190-E2 erfolgte am 30. Dezember 2019. Mit dem Betrieb des Flugzeugs hat Air Kiribati die Gesellschaft Pionair Australia beauftragt.

## Flugziele
Air Kiribati unterhält zwei voneinander getrennte nationale Liniennetze: Ausgehend von Bonriki und Tabiteuea fliegt sie 14 Zielorte auf den Gilbertinseln sowie Kanton auf den Phoenixinseln an. Daneben wird ein zweites nationales Streckennetz auf den rund 3250 Kilometern von den Gilbertinseln entfernten Line Islands unterhalten. Dort verbindet die Gesellschaft seit 2016 ausgehend vom Flughafen Cassidy die Inseln Kiritimati, Tabuaeran und Teraina. Zudem führt Air Kiribati auch nationale Charterdienste, medizinische Transporte und Suchflüge durch.
Internationale Liniendienste vom Flughafen Bonriki nach Brisbane (Australien) und Honiara (Salomonen) werden seit dem 30. August 2017 im Codeshare von Solomon Airlines geflogen. Funafuti in Tuvalu ist die einzige internationale Verbindung, die Air Kiribati ausgehend von Bonriki selbst bedient.

## Flotte
Die Flotte Air Kiribati besteht mit Stand Januar 2023 aus zwei Flugzeugen mit einem Durchschnittsalter von 20,1 Jahren.
| Flugzeug                      | Anzahl | Bestellungen | Passagiere | Anmerkung    |
| ----------------------------- | ------ | ------------ | ---------- | ------------ |
| De Havilland Canada DHC 8-100 | 1      | —            | 37         |              |
| De Havilland Canada DHC-6-300 | 1      | —            | 20         | eine inaktiv |

## Ehemalige Flugzeugtypen
- ATR 72-200[26]
- Britten-Norman Trislander[26]
- CASA C-212[26]
- Harbin Y-12E
- Embraer E190-E2